# Izba Coachingu
Izba Coachingu – polska organizacja branżowa (izba gospodarcza) o deklarowanej niezależności, reprezentująca interesy środowiska coachingowego w Polsce. Pierwsza na świecie izba gospodarcza zrzeszająca przedsiębiorstwa świadczące usługi z obszaru coachingu. Siedzibą organizacji jest Warszawa.

## Cele działania
Celem strategicznym organizacji jest powołanie zawodu coacha, wyznaczenie standardów zawodowych i propagowanie idei coachingu w Polsce. Zadaniem izby jest m.in. promowanie jakości usług, pomoc w nawiązywaniu kontaktów zawodowych z partnerami polskimi i zagranicznymi, współpraca i wymiana doświadczeń z organizacjami zrzeszającymi podmioty prowadzące działalność gospodarczą, prowadzenie doradztwa organizacyjnego, technicznego i ekonomicznego, dokonywanie ekspertyz, badań marketingowych oraz usług konsultingowych, tworzenie branżowych oraz środowiskowych klubów członkowskich, a także wydawanie czasopisma o coachingu.
Organizacja działa na rzecz poprawy jakości usług, integracji środowiska, reprezentacji interesów zawodowych, a także upowszechniania wiedzy o zawodzie.

## Historia
Przygotowania do rejestracji organizacji rozpoczęły się w 2007, choć rozmowy w tej sprawie toczono już od 2004. Podczas zjazdu środowiskowego (70 uczestników) powołano grupę inicjatywną. Główni inicjatorzy tych działań to: Piotr Pilipczuk, Anna Ratajczak, Paweł Sopkowski i Krzysztof Piasecki. Grupa inicjatywna przygotowała projekt utworzenia izby. Z uwagi na problemy formalne działalność tej grupy nie przyniosła rezultatów, w związku z czym powołano drugą grupę inicjatywną (m.in. Małgorzata Marczewska, spotkanie w Zielonce), której działania zaskutkowały skupieniem około stu podmiotów i utworzeniem izby w 2009 (wpis do Krajowego Rejestru Sądowego). Pierwszym prezesem była Małgorzata Marczewska (obecnie jest nim Bartosz Berendt).

## Znaczenie
Izba, wraz ze Stowarzyszeniem Coachów Polskich, ma największe w Polsce znaczenie zawodowe, jednak opinie członków organizacji nie są wiążące pod względem prawnym.
Izba opracowała Kodeks Etyczny Coacha, który promować ma dobre praktyki branżowe. 